# Anthaxia sponsa
Anthaxia sponsa es una especie de escarabajo del género Anthaxia, familia Buprestidae. Fue descrita científicamente por Kiesenwetter en 1857.

## Distribución
Habita en el Neártico, Neotrópico, región indomalaya, Paleártico y región afrotropical.